# Zabornia (Basse-Silésie)
Pour les articles homonymes, voir Zabornia.
Zabornia est une localité polonaise de la gmina et du powiat de Głogów en voïvodie de Basse-Silésie.